# Dana-Farber Cancer Institute

Das Logo von Dana-Farber

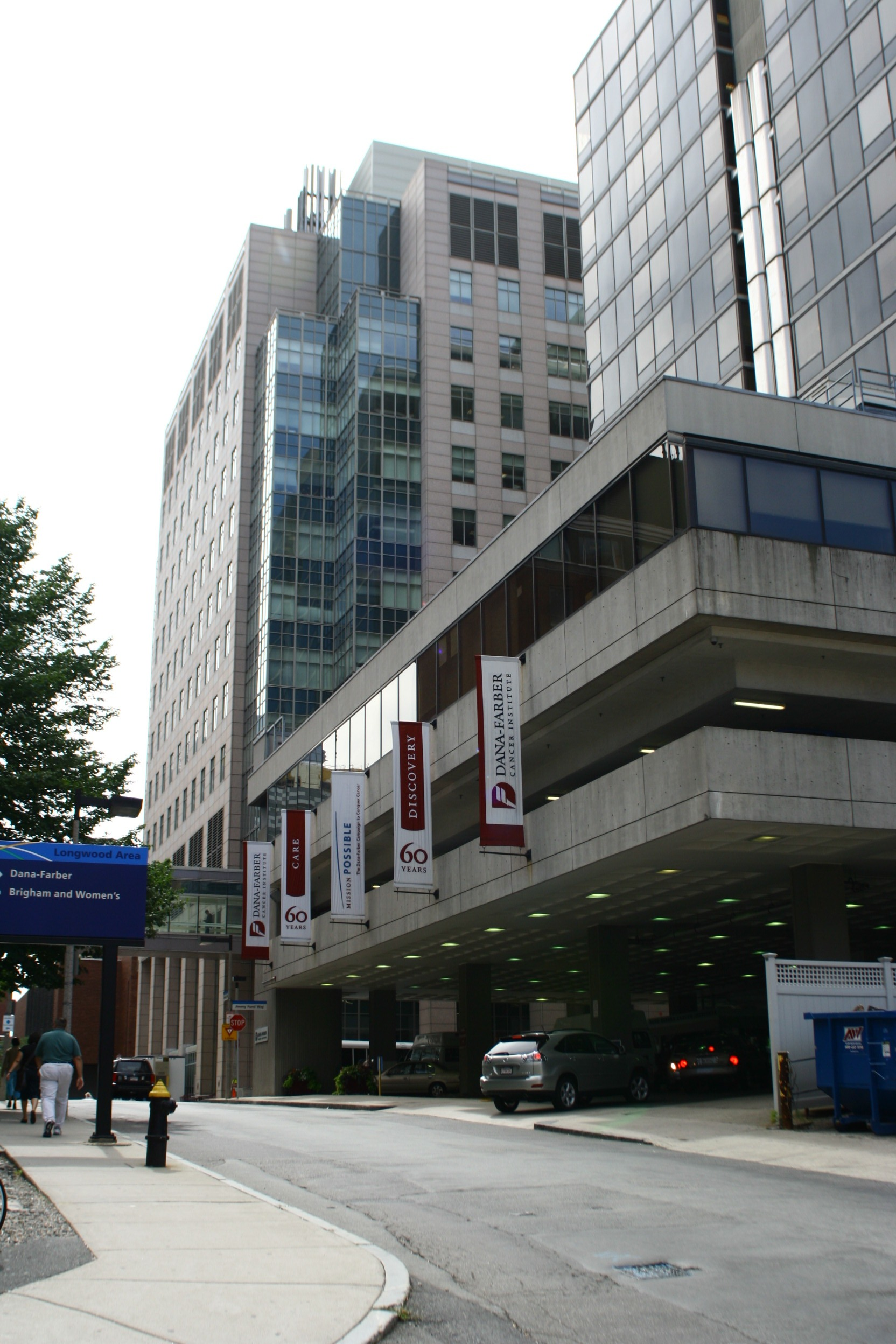
Dana Farber Gebäude in der Longwood Medical Area: rechts das Dana Farber building und links das Smith building

Das Dana-Farber Cancer Institute ist ein weltweit bekanntes Krebsforschungszentrum und -behandlungszentrum in den USA. Es gehört zur Harvard Medical School in Boston.
Im Jahre 1947 wurde die Children’s Cancer Research Foundation von Sidney Farber, M.D. gegründet. 1974 wurde es zu Ehren seines Gründers als Sidney Farber Cancer Institute bezeichnet. Aufgrund der Unterstützung durch die Charles A. Dana Foundation wurde der Name des Instituts 1983 entsprechend ergänzt.
Präsidentin ist (Stand 2016) Laurie H. Glimcher.